# 닐 바이 마우스
《닐 바이 마우스》(영어: Nil by Mouth)는 영국과 프랑스에서 제작된 1997년 드라마 영화이다. 게리 올드먼의 각본 및 연출 데뷔 작품이며, 올드먼이 뤼크 베송 등과 함께 제작도 맡았다. 레이 윈스턴 등이 출연하였다.

## 출연
- 레이 윈스턴
- 캐시 버크
- 찰리 크리드마일스
- 에드나 도레이
- 크리시 코터릴
- 존 모리슨

## 기타 제작진
- 공동 제작: 힐러리 히스
- 협력 제작: 마크 프라이드먼
- 배역: 수 존스
- 미술: 휴고 루직위하우스키
- 의상: 바버라 키드